# Anette Igland
Anette Igland (* 2. Oktober 1971) ist eine ehemalige norwegische Fußballspielerin.

## Karriere

### Verein
Igland spielte in den 1990er-Jahren für den in Kaupanger ansässigen Kaupanger Idrettslag.

### Nationalmannschaft
Igland debütierte als Nationalspielerin für die U16-Nationalmannschaft, die am 29. Juni 1988 in Nykøbing Mors das in Freundschaft ausgetragene Länderspiel gegen die U16-Nationalmannschaft Israels mit 2:1 gewann. In ihrem zweiten Länderspiel ein Tag später an selber Spielstätte kam sie gegen die U16-Nationalmannschaft Dänemarks zum Einsatz, den sie mit ihrem ersten Länderspieltor beim 1:1-Unentschieden krönte.
Am 21. und 23. August 1990 kam sie erstmals in der U20-Nationalmannschaft in zwei Vergleichen mit den U20-Nationalmannschaften Finnlands und Schwedens jeweils in Uppsala zu Länderspielen. Gewann sie mit ihrer Mannschaft noch mit 5:1 im ersten, so verlor sie mit ihr im zweiten Vergleich mit 1:2. Auch in dieser Altersklassen-Nachwuchsnationalmannschaft gelang ihr ein Tor. Im ersten von vier Spielen im Jahr 1991 gelang ihr im Spiel gegen die U20-Nationalmannschaft Dänemarks am 12. Mai das einzige Tor ihrer Mannschaft, die mit 1:3 in Ishøj verlor.
Für die A-Nationalmannschaft bestritt sie in drei Jahren zwölf Länderspiele, mit Beginn am 27. September 1990 in Kapellen beim 1:0-Sieg im Freundschaftsspiel gegen die Nationalmannschaft Belgiens im letzten Spiel der WM-Qualifikationsgruppe 3. Sie gehörte später auch dem WM-Kader an und wurde im ersten Spiel der Gruppe A, bei der 0:4-Niederlage gegen die Nationalmannschaft Chinas für Birthe Hegstad in der 70. Minute eingewechselt. Sie kam anschließend im Viertel- und Halbfinale gegen die Nationalmannschaften Italiens und Schwedens zum Einsatz. Im Finale, das am 30. November 1991 in Guangzhou gegen die US-amerikanische Nationalmannschaft mit 1:4 verloren wurde, kam sie nicht zum Einsatz.
Im Spieljahr 1992 nahm sie mit ihrer Mannschaft am Turnier um den „Open Nordic Cup“ in Agia Napa auf Zypern teil, als Alternative zur (seit 1982 nicht mehr ausgetragenen) Nordischen Meisterschaft und bestritt am 6. und 8. März die Länderspiele gegen die Nationalmannschaften Dänemarks und Schweden, die mit 4:0 und 1:2 endeten. Ihren letzten Einsatz für den NFF hatte sie am 25. August 1992 in Kragerø im Spiel gegen die Nationalmannschaft Schwedens, von der sie sich mit ihrer Mannschaft 3:3 unentschieden trennte.

## Erfolge
- Finalist Weltmeisterschaft 1991 (ohne Finaleinsaatz)